# Morgan Wallen
Morgan Cole Wallen (Sneedville, 13 maggio 1993) è un cantautore statunitense.
Tra i musicisti country più popolari di sempre, Wallen ha ottenuto un ampio consenso sia da parte del pubblico sia da parte della critica specializzata, diventando in breve tempo un’icona giovanile. Fin dalla giovane età ha pubblicato diversi lavori discografici di successo che lo hanno reso uno degli artisti più popolari al mondo.
Nel corso della sua carriera ha pubblicato 3 album in studio dei quali il secondo, Dangerous: The Double Album, ha raggiunto la vetta della Billboard 200 e l'ha mantenuta per 10 settimane consecutive. Il suo terzo album, One Thing at a Time, ha inoltre mantenuto la prima posizione per 15 settimane consecutive.
Il brano Last Night, pubblicato nel 2023, ha riscosso un enorme successo commerciale, raggiungendo la prima posizione della Billboard Hot 100 e mantenendola per 16 settimane non consecutive, diventando il singolo più venduto del 2023 negli Stati Uniti.

## Biografia

### Prime esperienze artistiche
Nel 2014 Wallen debutta come cantante prendendo parte alla sesta edizione del talent show The Voice. Inizialmente inserito nel team di Usher e successivamente passato a quello di Adam Levine, Wallen viene eliminato dalla gara nella fase dei playoff. Durante il programma entra in contatto con i produttori Sergio Sanchez e Atom Smas, che lo introducono alla Panacea Records. Nel 2015 firma un contratto con tale etichetta e pubblica il suo singolo di debutto Stand Alone.

### 2015-2019:If I Know Me

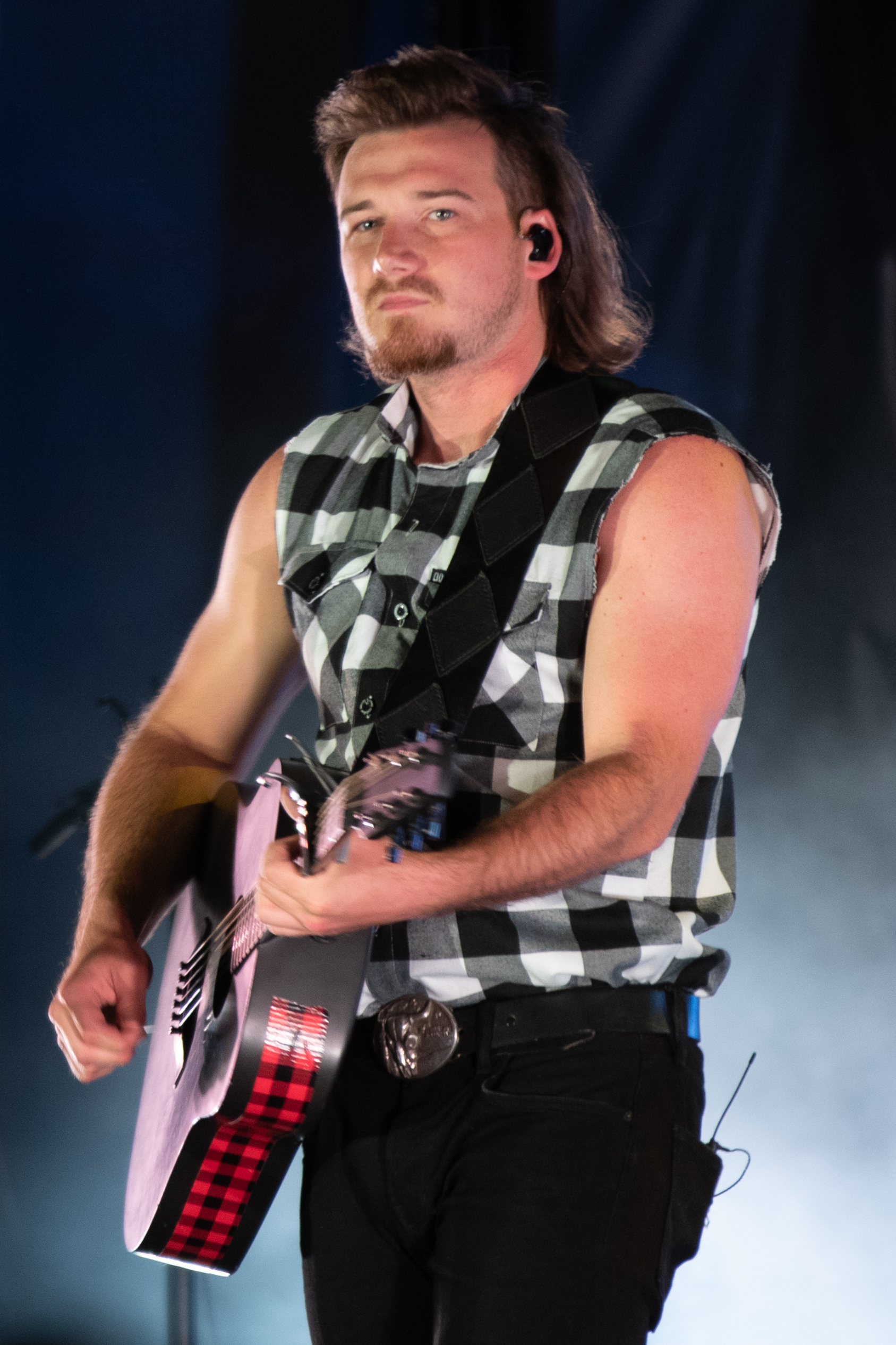
Morgan Wallen nel 2019

Archiviata la parentesi con la precedente etichetta, firma con la Big Loud, con la quale pubblica il suo singolo di debutto The Way I Talk nel 2016, che ottiene un buon successo in USA ottenendo una certificazione platino. Nel 2017 collabora col noto duo country Florida Georgia Line nel brano Up Down: il brano gli consente di entrare per la prima volta nella Billboard Hot 100 e viene certificato due volte platino in USA. L'anno successivo pubblica il singolo Whiskey Glasses, che ottiene un successo ancora maggiore entrando nella top 20 della Billboard Hot 100 e ottenendo 4 certificazioni platino in USA. In seguito a tale successo l'artista ha modo di pubblicare il suo album di debutto If I Know Me, che raggiunge la vetta di entrambe le classifiche Billboard relative agli album country e la numero 13 nella Billboard 200. La promozione del disco termina soltanto nel 2019 con il lancio del quarto singolo Chasin You, che raggiunge la numero 16 della Billboard Hot 100 e viene certificato 2 volte platino in USA.

### 2020-2021:Dangerous: The Double Album

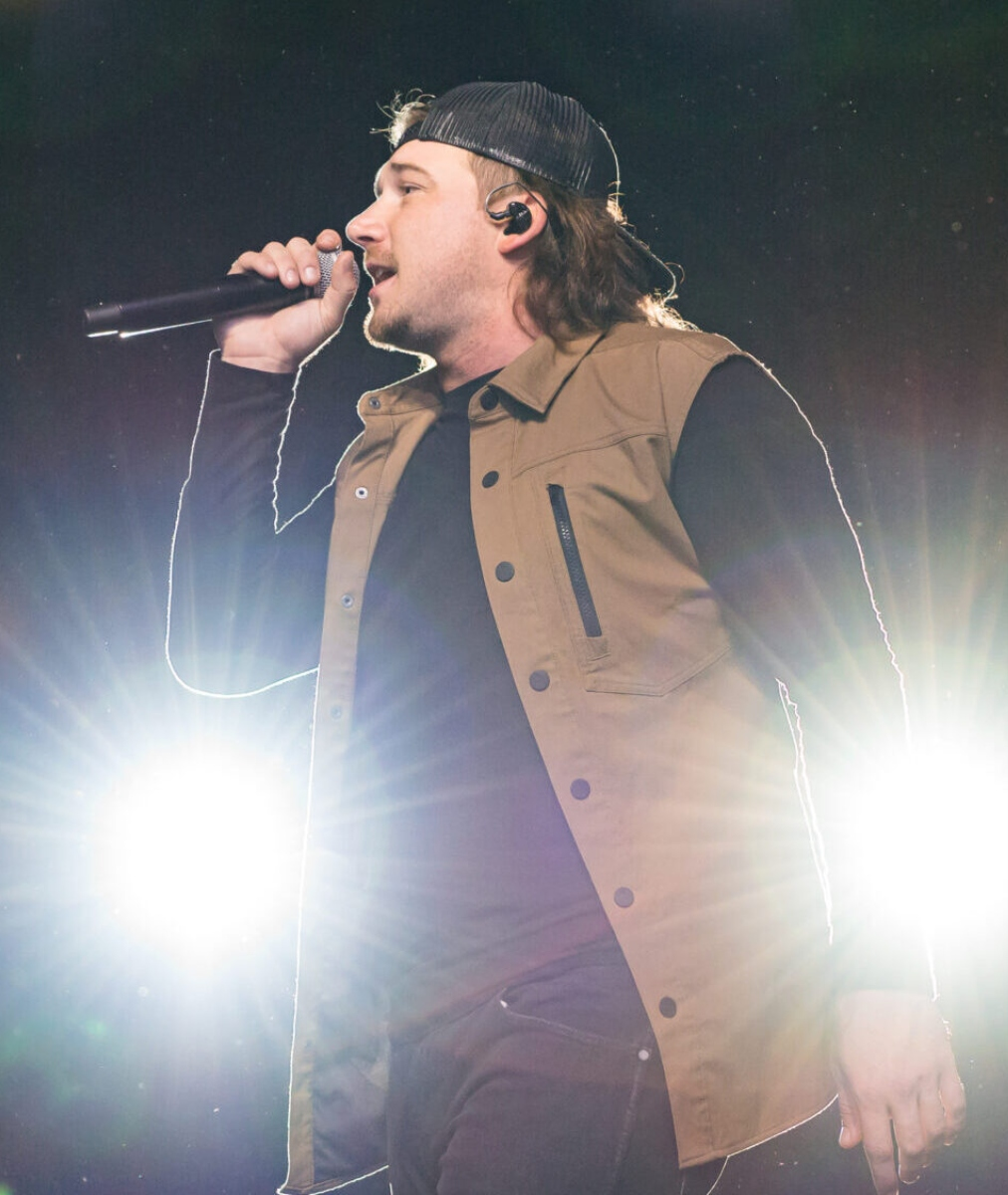
Morgan Wallen in un concerto a Bristol, Tennessee, nel 2021.

Nel 2019, oltre a collaborare con Diplo nel singolo Heartless, pubblica i singoli promozionali Cover Me Up e This Bar, che anticipano la pubblicazione del suo secondo progetto discografico. Nel 2020 pubblica i primi due singoli ufficiali dal suo secondo album, More Than My Hometown e 7 Summers, che raggiungono rispettivamente la numero 15 e la numero 6 della Billboard Hot 100. Nella prima settimana del 2021 pubblica il suo secondo album Dangerous: The Double Album, che raggiunge la numero 1 della Billboard 200 e la mantiene per diverse settimane. Il 29 gennaio 2021 pubblica una versione estesa dell'album, che include in tutto 33 canzoni. L'album resta per dieci settimane alla vetta della classifica statunitense, risultato che non veniva raggiunto dal 2016 da nessun artista.
Nel maggio 2020 l'artista è stato arrestato a Nashville per disturbo della quiete pubblica. Ha successivamente chiesto scusa pubblicamente. Nell'ottobre 2020, in piena pandemia di COVID-19, è stato diffuso un video online che mostrava l'artista all'interno di una festa senza mascherina, violando dunque tutte le norme previste per il contenimento dell'infezione. Per questa ragione, la sua performance al Saturday Night Live prevista per la settimana successiva è stata posticipata a dicembre: la produzione del programma ha preferito rimandare la sua partecipazione per via del rischio sanitario comportato dalla violazione delle norme anti covid.
Il 3 febbraio 2021, dopo che un video in cui Wallen utilizzava insulti razzisti è stato reso pubblico, il suo contratto discografico con la Big Loud e la Republic Records è stato cancellato indefinitamente. Allo stesso modo alcuni importanti media come iHeartRadio e CMT hanno annunciato il ban definitivo dell'artista dalle loro piattaforme.
Tra 2021 e 2022 continuano a venire estratti singoli ufficiali e promozionali da Dangerous: The Double Album: con tre di essi (Wasted on You, Don't Think Jesus e You Proof) l'artista raggiunge la top 3 della Billboard Hot 100. Sempre nel 2022 Dangerous: The Double Album viene premiato come album dell'anno durante gli Academy of Country Music Awards.

### 2022-2023:One Thing at a Time
Il 3 marzo 2023 Wallen pubblica il suo terzo album in studio, One Thing at a Time, che riscuote un enorme successo commerciale non solo negli Stati Uniti. L'album raggiunge presto la prima posizione delle classifiche mondiali, country e non, tra cui Stati Uniti, Australia, Canada e Nuova Zelanda. Il successo è stato trainato anche grazie anche alla presenza del singolo Last Night, terzo estratto dell'album, brano più venduto dell'anno negli Stati Uniti e che ha mantenuto la prima posizione della Billboard Hot 100 per 16 settimane non consecutive, la più lunga permanenza per un brano di un artista solista nella storia della classifica. Dall'album sono stati estratti un totale di otto singoli, tra cui You Proof, Thought You Should Know, One Thing at a Time e Thinkin' Bout Me che hanno raggiunto la top 10 della Hot 100 statunitense, mentre i singoli Everything I Love, Man Made a Bar e Cowgirls che si sono piazzati nella top 20, oltre al brano Last Night che ha raggiunto la vetta della Hot 100.

### 2024-in corso:I'm the Problem
Il 26 gennaio 2024, la Panacea Records ha pubblicato un'edizione deluxe per il decimo anniversario dell'EP Stand Alone del 2015 di Morgan Wallen, che includeva otto brani inediti. Questi brani sono stati registrati nelle stesse sessioni dei brani originali di Stand Alone. Prima dell'uscita dell'album del decimo anniversario, Wallen ha rilasciato una dichiarazione sulla sua pagina Instagram affermando che l'uscita di questo album stava avvenendo "contro la sua volontà". Wallen ha pubblicato Spin You Around (1/24), una ri-registrazione acustica dell'originale, in risposta all'uscita dell'album.
Il 3 marzo 2024, durante una sua esibizione alla Abbey Road Sessions, Wallen ha eseguito per la prima volta il suo nuovo singolo Lies Lies Lies, primo estratto dal suo prossimo quarto album in studio, pubblicato il 5 luglio successivo e che ha raggiunto la settima posizione della Hot 100. Il 2 maggio dello stesso anno, il cantante annuncia una sua collaborazione con Post Malone nel suo singolo I Had Some Help, pubblicato il 10 maggio successivo. Il brano debutta alla prima posizione della Hot 100 statunitense, diventando la seconda numero uno di Wallen. Nel settembre 2024 Morgan annuncia il secondo estratto dal suo prossimo album, intitolato Love Somebody, pubblicato il 18 ottobre successivo. Il brano debutta alla prima posizione della Billboard Hot 100, diventando la terza numero uno della carriera dell'artista. Il 31 dicembre 2024, Wallen ha pubblicato a sorpresa un singolo che aveva precedentemente anticipato sul suo account Instagram intitolato Smile.
Il 24 gennaio 2025, Wallen ha annunciato il suo quarto album in studio: I'm the Problem, insieme a un tour con lo stesso nome e l'uscita della traccia del titolo, che era stata precedentemente anticipata sul suo account Instagram come I Guess. La traccia del titolo è stata pubblicata il 31 gennaio 2025, mentre l'album è stato annunciato con una data di uscita del 16 maggio 2025 e includerà 37 canzoni.

## Successo commerciale
Wallen è riuscito in breve tempo a contendersi le prime posizioni delle classifiche nazionali nonostante il genere musicale che predilige sia solitamente meno apprezzato dal pubblico più giovane rispetto al rap o al pop, soprattutto nel XXI secolo.
Morgan Wallen al 2023, ha raggiunto 64 volte la Billboard hot 100 (classifica dei singoli) e due album su tre sono finiti primi nella Billboard hot 200 (classifica degli album) tutti e tre venendo comunque certificati dischi di platino almeno una volta. Il suo successo si è presto allargato oltre i confini degli Stati Uniti, soprattutto nei paesi di lingua inglese come l'Australia e il Regno Unito.

## Vita privata
Artista riservato per quanto riguarda la sua vita privata, Wallen ha una figlia nata nel 2020 da una relazione con KT Smith.
I testi dei suoi brani trattano tematiche tipiche della musica country, tra le quali la religione, giacché Wallen è un devoto cristiano, la vita di famiglia, l'amore e la passione per lo sport; in particolare, Wallen è un grande appassionato di baseball.

## Discografia
- 2018 – If I Know Me
- 2021 – Dangerous: The Double Album
- 2023 – One Thing at a Time
- 2025 – I'm the Problem

## Premi e riconoscimenti
È uno degli artisti country più premiati del nuovo millennio con più di 100 premi vinti su oltre 150 nomination.